# L'equívoc
L'equívoc (títol original en anglès: The Hireling) és una pel·lícula britànica realitzada per Alan Bridges, estrenada el 1973. Va rebre la Palma d'Or al 26è Festival Internacional de Cinema de Canes. Ha estat doblada al català.

## Argument
Lady Franklin és una aristòcrata i la mort del seu marit l'ha conduït cap a la depressió. De tornada a la vida després d'una estada en una casa de repòs, coneix a Ledbetter, xofer de l'amo. Però Ledbetter, taujà commovedor i exboxejador, acabarà enamorant-se de la jove. Conscient d'una part que la diferència de classe, i, d'altra banda, projectes de matrimoni entre Lady Franklin i un capità li impedeixen sortir amb ella (el rebutja sense ambigüitats), Ledbetter s'emborratxarà i farà malbé el seu cotxe i el seu garatge en una última crisi de desesperació.

## Repartiment
- Lyndon Brook
- Peter Egan: Cantrip
- Christine Hargreaves: Doreen
- Ian Hogg: Davis
- Patricia Lawrence: Mrs. Hansen
- Alison Leggatt
- Petra Markham: Edith
- Sarah Miles: Lady Franklin
- Caroline Mortimer: Connie
- Elizabeth Sellars: mare de Lady Franklin
- Robert Shaw: Steven Ledbetter